# Sierra Maestra (film)

Sierra Maestra (Sierra Maestra) est un film italien d' Ansano Giannarelli, tourné en 1969 et sorti en 1970.

## Synopsis
Franco, un journaliste italien de gauche, est arrêté au Venezuela. Il est accusé d'être un révolutionnaire, ce qu'il nie tout en admettant sa sympathie pour les opposants au régime. Il est incarcéré et viennent le rejoindre dans sa cellule Emilio, un photographe de mode apolitique et Manolo, un guérillero acharné. La mère de Franco, venue en visite, le supplie en vain de renoncer à sa position intransigeante tandis que dans sa ville natale, on a chez Carla, sa jeune épouse, des échanges creux autour de la position du prisonnier « presque » volontaire.

## Fiche technique
- Titre original : Sierra Maestra
- Titre français : Sierra Maestra
- Réalisateur : Ansano Giannarelli
- Assistante réalisatrice : Loredana Dordi
- Scénaristes : Fernando Birri, Vittorina Bortoli, Ansano Giannarelli
- Musique : Vittorio Gelmetti
- Photographie : Marcello Gatti
- Son : Manlio Magara
- Montage : Velia Santini
- Production : Marina Piperno
- Société de production : R.E.I.A.C.
- Sociétés de distribution :
  - C.I.D.I.F. (Italie)
  - Etoile Distribution : (France)
- Pays de production :  Italie
- Langue originale : italien
- Durée : 111 minutes
- Date de sortie : 
  - en Italie :
    - Première le septembre 1969 (au Festival de Venise)
    - 16 avril 1970

  - en France :
    - 14 octobre 1970
- Classification : Interdit aux moins de 14 ans lors de sa sortie italienne

## Distribution
- Antonio Salines : Franco, , le journaliste
- Fabien Cevallos : Emilio, le photographe de mode
- Carla Gravina : Carla, la femme de Franco
- Fernando Birri :  Manolo, le guérillero
- Giacomo Piperno :  Giacomo
- Bruno Cirino